# 꽃은 시드는게 아니라...
"꽃은 시드는게 아니라..."는 2012년에 제작한 대한민국의 영화이다.

## 캐스팅
- 최원용
- 백수장
- 김경태 : 선생님 역
- 이유영[1]
- 김태훈
- 김경태
- 박천규